# 2022-es észak-amerikai labdarúgó-bajnokság (első osztály)
A 2022-es Major League Soccer volt a 27. alkalommal megrendezett, legmagasabb szintű labdarúgó-bajnokság Észak-Amerikában. A ligában amerikai és kanadai csapatok is szerepeltek. A pontvadászat 2022. február 26-án indult és október 9-én ért véget. Az MLS-kupa döntőjére november 5-én került sor. 
A címvédő a New York City csapata volt. A bajnoksághoz az előző szezon óta az újonnan alakult Charlotte csatlakozott.
2022-ben a Los Angeles szerezte meg a Supporters' Shieldet és a bajnoki címet is. A 2023-as CONCACAF-bajnokok ligájába a Los Angeles, az Orlando City, a Philadelphia Union és a Vancouver Whitecaps jutott be.

## Részt vevő csapatok
| Csapat                 | Stadion                    | Befogadóképesség1 |
| ---------------------- | -------------------------- | ----------------- |
| Atlanta United         | Mercedes-Benz Stadion      | 42,500            |
| Austin                 | Q2 Stadion                 | 20,738            |
| Charlotte              | Bank of America Stadion    | 40,000            |
| Chicago Fire           | Soldier Field              | 24,955            |
| Cincinnati             | TQL Stadion                | 26,000            |
| Colorado Rapids        | Dick's Sporting Goods Park | 18,061            |
| Columbus Crew          | Lower.com Field            | 20,011            |
| Dallas                 | Toyota Stadion             | 20,500            |
| DC United              | Audi Field                 | 20,000            |
| Houston Dynamo         | PNC Stadion                | 22,039            |
| LA Galaxy              | Dignity Health Sports Park | 27,000            |
| Los Angeles            | Banc of California Stadion | 22,000            |
| Minnesota United       | Allianz Field              | 19,400            |
| Inter Miami            | DRV PNK Stadion            | 18,000            |
| Montréal               | Saputo Stadion             | 16,619            |
| Nashville              | Geodis Park                | 30,000            |
| New England Revolution | Gillette Stadion           | 20,000            |
| New York City          | Yankee Stadion             | 30,321            |
| New York Red Bulls     | Red Bull Arena             | 25,000            |
| Orlando City           | Exploria Stadion           | 25,500            |
| Philadelphia Union     | Subaru Park                | 18,500            |
| Portland Timbers       | Providence Park            | 25,218            |
| Real Salt Lake         | America First Field        | 20,213            |
| San Jose Earthquakes   | PayPal Park                | 18,000            |
| Seattle Sounders       | Lumen Field                | 37,722            |
| Sporting Kansas City   | Children's Mercy Park      | 18,467            |
| Toronto                | BMO Field                  | 28,351            |
| Vancouver Whitecaps    | BC Place                   | 22,120            |

### Személyek és támogatók
| Csapat                 | Vezetőedző                       | Csapatkapitány   | Mezgyártó          | Mezszopnzor                     |                |                |            |                           |                   |
| ---------------------- | -------------------------------- | ---------------- | ------------------ | ------------------------------- | -------------- | -------------- | ---------- | ------------------------- | ----------------- |
| Csapat                 | Vezetőedző                       | Csapatkapitány   | Mezgyártó          | Mezszopnzor                     | Atlanta United | Gonzalo Pineda | Brad Guzan | American Family Insurance | Piedmont Hospital |
| Austin                 | Josh Wolff                       | Alexander Ring   | Yeti               | Netspend                        |                |                |            |                           |                   |
| Charlotte              | Christian Lattanzio (ideiglenes) | Christian Fuchs  | Ally               | Centene                         |                |                |            |                           |                   |
| Chicago Fire           | Ezra Hendrickson                 | Rafael Czichos   | Motorola           | CIBC                            |                |                |            |                           |                   |
| Cincinnati             | Pat Noonan                       | Luciano Acosta   | Mercy Health       | Kroger                          |                |                |            |                           |                   |
| Colorado Rapids        | Robin Fraser                     | Jack Price       | —                  | —                               |                |                |            |                           |                   |
| Columbus Crew          | Caleb Porter                     | Jonathan Mensah  | Nationwide         | Tipico                          |                |                |            |                           |                   |
| DC United              | Wayne Rooney                     | Steve Birnbaum   | XDC Network        | EagleBank                       |                |                |            |                           |                   |
| Dallas                 | Nico Estévez                     | Matt Hedges      | MTX Group          | AdvoCare                        |                |                |            |                           |                   |
| Houston Dynamo         | Kenny Bundy (ideiglenes)         | Tim Parker       | MD Anderson        | Kroger, Coushatta Casino Resort |                |                |            |                           |                   |
| Inter Miami            | Phil Neville                     | Gregore          | XBTO               | Xmanna                          |                |                |            |                           |                   |
| LA Galaxy              | Greg Vanney                      | Javier Hernández | Herbalife          | Honey                           |                |                |            |                           |                   |
| Los Angeles            | Steve Cherundolo                 | Carlos Vela      | Flex               | Target                          |                |                |            |                           |                   |
| Minnesota United       | Adrian Heath                     | Wil Trapp        | Target             | Bell Bank                       |                |                |            |                           |                   |
| Montréal               | Wilfried Nancy                   | Samuel Piette    | Bank of Montreal   | —                               |                |                |            |                           |                   |
| Nashville              | Gary Smith                       | Dax McCarty      | Renasant Bank      | Hyundai                         |                |                |            |                           |                   |
| New England Revolution | Bruce Arena                      | Carles Gil       | UnitedHealth       | Santander                       |                |                |            |                           |                   |
| New York City          | Nick Cushing (ideiglenes)        | Sean Johnson     | Etihad Airways     | Dude Wipes                      |                |                |            |                           |                   |
| New York Red Bulls     | Gerhard Struber                  | Aaron Long       | Red Bull           | OANDA                           |                |                |            |                           |                   |
| Orlando City           | Óscar Pareja                     | Mauricio Pereyra | Orlando Health     | Exploria                        |                |                |            |                           |                   |
| Philadelphia Union     | Jim Curtin                       | Alejandro Bedoya | Bimbo Bakeries USA | Subaru                          |                |                |            |                           |                   |
| Portland Timbers       | Giovanni Savarese                | Diego Chará      | Alaska Airlines    | TikTok                          |                |                |            |                           |                   |
| Real Salt Lake         | Pablo Mastroeni                  | Damir Kreilach   | LifeVantage        | KeyBank, Ford                   |                |                |            |                           |                   |
| San Jose Earthquakes   | Alex Covelo (ideiglenes)         | Jackson Yueill   | Intermedia         | PayPal, Adobe                   |                |                |            |                           |                   |
| Seattle Sounders       | Brian Schmetzer                  | Nicolás Lodeiro  | Zulily             | Emerald Queen Casino            |                |                |            |                           |                   |
| Sporting Kansas City   | Peter Vermes                     | Johnny Russell   | Compass Minerals   | Children's Mercy Hospital       |                |                |            |                           |                   |
| Toronto                | Bob Bradley                      | Michael Bradley  | Bank of Montreal   | GE Appliances                   |                |                |            |                           |                   |
| Vancouver Whitecaps    | Vanni Sartini                    | Russell Teibert  | Bell Canada        | —                               |                |                |            |                           |                   |

### Vezetőedző váltások
| Csapat               | Távozó edző                  | Ok                                          | Dátum               | Poz.                                               | Érkező edző                      | Dátum               |
| -------------------- | ---------------------------- | ------------------------------------------- | ------------------- | -------------------------------------------------- | -------------------------------- | ------------------- |
| Houston Dynamo       | Tab Ramos                    | menesztették                                | 2021. november 4.   | Előszezon                                          | Paulo Nagamura                   | 2022. január 3.     |
| Los Angeles          | Bob Bradley                  | közös megegyezés                            | 2021. november 18.  | Előszezon                                          | Steve Cherundolo                 | 2022. január 3.     |
| Toronto              | Javier Pérez                 | közös megegyezés                            | 2021. november 23.  | Előszezon                                          | Bob Bradley                      | 2021. november 24.  |
| Chicago Fire         | Frank Klopas (ideiglenes)    | lejárt az ideiglenes vezetőedzői szerződése | 2021. november 24.  | Előszezon                                          | Ezra Hendrickson                 | 2021. november 24.  |
| Dallas               | Marco Ferruzzi (ideiglenes)  | lejárt az ideiglenes vezetőedzői szerződése | 2021. december 2.   | Előszezon                                          | Nico Estévez                     | 2021. december 2.   |
| Cincinnati           | Tyrone Marshall (ideiglenes) | lejárt az ideiglenes vezetőedzői szerződése | 2021. december 14.  | Előszezon                                          | Pat Noonan                       | 2021. december 14.  |
| San Jose Earthquakes | Matías Almeyda               | közös megegyezés                            | 2022. április 18.   | 14. a Nyugati Konferenciában, 28. az összesítésben | Alex Covelo (ideiglenes)         | 2022. április 18.   |
| DC United            | Hernán Losada                | menesztették                                | 2022. április 20.   | 14. a Keleti Konferenciában, 25. az összesítésben  | Chad Ashton (ideiglenes)         | 2022. április 20.   |
| Charlotte            | Miguel Ángel Ramírez         | menesztették                                | 2022. május 31.     | 8. a Keleti Konferenciában, 18. az összesítésben   | Christian Lattanzio (ideiglenes) | 2022. május 31.     |
| New York City        | Ronny Deila                  | leigazolta a Standard Liège                 | 2022. június 13.    | 1. a Keleti Konferenciában, 2. az összesítésben    | Nick Cushing (ideiglenes)        | 2022. június 13.    |
| DC United            | Chad Ashton (ideiglenes)     | lejárt a szerződése                         | 2022. július 12.    | 13. a Keleti Konferenciában, 25. az összesítésben  | Wayne Rooney                     | 2022. július 12.    |
| Houston Dynamo       | Paulo Nagamura               | menesztették                                | 2022. szeptember 5. | 14. a Nyugati Konferenciában, 27. az összesítésben | Kenny Bundy (ideiglenes)         | 2022. szeptember 5. |

## A bajnokság állása

### Keleti Konferencia
| Hely. | Csapat                 | M  | Gy | D  | V  | G+ | G– | Gk  | P  | Továbbjutás vagy kiesés                   |
| ----- | ---------------------- | -- | -- | -- | -- | -- | -- | --- | -- | ----------------------------------------- |
| 1.    | Philadelphia Union     | 34 | 19 | 10 | 5  | 72 | 26 | +46 | 67 | Továbbjutott az MLS-kupa negyeddöntőjébe  |
| 2.    | Montréal               | 34 | 20 | 5  | 9  | 63 | 50 | +13 | 65 | Továbbjutott az MLS-kupa nyolcaddöntőjébe |
| 3.    | New York City          | 34 | 16 | 7  | 11 | 57 | 41 | +16 | 55 | Továbbjutott az MLS-kupa nyolcaddöntőjébe |
| 4.    | New York Red Bulls     | 34 | 15 | 8  | 11 | 50 | 41 | +9  | 53 | Továbbjutott az MLS-kupa nyolcaddöntőjébe |
| 5.    | Cincinnati             | 34 | 12 | 13 | 9  | 64 | 56 | +8  | 49 | Továbbjutott az MLS-kupa nyolcaddöntőjébe |
| 6.    | Inter Miami            | 34 | 14 | 6  | 14 | 47 | 56 | −9  | 48 | Továbbjutott az MLS-kupa nyolcaddöntőjébe |
| 7.    | Orlando City           | 34 | 14 | 6  | 14 | 44 | 53 | −9  | 48 | Továbbjutott az MLS-kupa nyolcaddöntőjébe |
| 8.    | Columbus Crew          | 34 | 10 | 16 | 8  | 46 | 41 | +5  | 46 |                                           |
| 9.    | Charlotte              | 34 | 13 | 3  | 18 | 44 | 52 | −8  | 42 |                                           |
| 10.   | New England Revolution | 34 | 10 | 12 | 12 | 47 | 50 | −3  | 42 |                                           |
| 11.   | Atlanta United         | 34 | 10 | 10 | 14 | 48 | 54 | −6  | 40 |                                           |
| 12.   | Chicago Fire           | 34 | 10 | 9  | 15 | 39 | 48 | −9  | 39 |                                           |
| 13.   | Toronto                | 34 | 9  | 7  | 18 | 49 | 66 | −17 | 34 |                                           |
| 14.   | DC United              | 34 | 7  | 6  | 21 | 36 | 71 | −35 | 27 |                                           |

### Nyugati Konferencia
| Hely. | Csapat               | M  | Gy | D  | V  | G+ | G– | Gk  | P  | Továbbjutás vagy kiesés                   |
| ----- | -------------------- | -- | -- | -- | -- | -- | -- | --- | -- | ----------------------------------------- |
| 1.    | Los Angeles          | 34 | 21 | 4  | 9  | 66 | 38 | +28 | 67 | Továbbjutott az MLS-kupa negyeddöntőjébe  |
| 2.    | Austin               | 34 | 16 | 8  | 10 | 65 | 49 | +16 | 56 | Továbbjutott az MLS-kupa nyolcaddöntőjébe |
| 3.    | Dallas               | 34 | 14 | 11 | 9  | 48 | 37 | +11 | 53 | Továbbjutott az MLS-kupa nyolcaddöntőjébe |
| 4.    | LA Galaxy            | 34 | 14 | 8  | 12 | 58 | 51 | +7  | 50 | Továbbjutott az MLS-kupa nyolcaddöntőjébe |
| 5.    | Nashville            | 34 | 13 | 11 | 10 | 52 | 41 | +11 | 50 | Továbbjutott az MLS-kupa nyolcaddöntőjébe |
| 6.    | Minnesota United     | 34 | 14 | 6  | 14 | 48 | 51 | −3  | 48 | Továbbjutott az MLS-kupa nyolcaddöntőjébe |
| 7.    | Real Salt Lake       | 34 | 12 | 11 | 11 | 43 | 45 | −2  | 47 | Továbbjutott az MLS-kupa nyolcaddöntőjébe |
| 8.    | Portland Timbers     | 34 | 11 | 13 | 10 | 53 | 53 | 0   | 46 |                                           |
| 9.    | Vancouver Whitecaps  | 34 | 12 | 7  | 15 | 40 | 57 | −17 | 43 |                                           |
| 10.   | Colorado Rapids      | 34 | 11 | 10 | 13 | 46 | 57 | −11 | 43 |                                           |
| 11.   | Seattle Sounders     | 34 | 12 | 5  | 17 | 47 | 46 | +1  | 41 |                                           |
| 12.   | Sporting Kansas City | 34 | 11 | 7  | 16 | 42 | 54 | −12 | 40 |                                           |
| 13.   | Houston Dynamo       | 34 | 10 | 6  | 18 | 43 | 56 | −13 | 36 |                                           |
| 14.   | San Jose Earthquakes | 34 | 8  | 11 | 15 | 52 | 69 | −17 | 35 |                                           |

### Összesített táblázat
| Hely. | Csapat                 | M  | Gy | D  | V  | G+ | G– | Gk  | P  | Továbbjutás vagy kiesés                  |
| ----- | ---------------------- | -- | -- | -- | -- | -- | -- | --- | -- | ---------------------------------------- |
| 1.    | Los Angeles            | 34 | 21 | 4  | 9  | 66 | 38 | +28 | 67 | Kvalifikált a CONCACAF Bajnokok Ligájába |
| 2.    | Philadelphia Union     | 34 | 19 | 10 | 5  | 72 | 26 | +46 | 67 | Kvalifikált a CONCACAF Bajnokok Ligájába |
| 3.    | Montréal               | 34 | 20 | 5  | 9  | 63 | 50 | +13 | 65 |                                          |
| 4.    | Austin                 | 34 | 16 | 8  | 10 | 65 | 49 | +16 | 56 | Kvalifikált a CONCACAF Bajnokok Ligájába |
| 5.    | New York City          | 34 | 16 | 7  | 11 | 57 | 41 | +16 | 55 |                                          |
| 6.    | New York Red Bulls     | 34 | 15 | 8  | 11 | 50 | 41 | +9  | 53 |                                          |
| 7.    | Dallas                 | 34 | 14 | 11 | 9  | 48 | 37 | +11 | 53 |                                          |
| 8.    | LA Galaxy              | 34 | 14 | 8  | 12 | 58 | 51 | +7  | 50 |                                          |
| 9.    | Nashville              | 34 | 13 | 11 | 10 | 52 | 41 | +11 | 50 |                                          |
| 10.   | Cincinnati             | 34 | 12 | 13 | 9  | 64 | 56 | +8  | 49 |                                          |
| 11.   | Minnesota United       | 34 | 14 | 6  | 14 | 48 | 51 | −3  | 48 |                                          |
| 12.   | Inter Miami            | 34 | 14 | 6  | 14 | 47 | 56 | −9  | 48 |                                          |
| 13.   | Orlando City           | 34 | 14 | 6  | 14 | 44 | 53 | −9  | 48 | Kvalifikált a CONCACAF Bajnokok Ligájába |
| 14.   | Real Salt Lake         | 34 | 12 | 11 | 11 | 43 | 45 | −2  | 47 |                                          |
| 15.   | Portland Timbers       | 34 | 11 | 13 | 10 | 53 | 53 | 0   | 46 |                                          |
| 16.   | Columbus Crew          | 34 | 10 | 16 | 8  | 46 | 41 | +5  | 46 |                                          |
| 17.   | Vancouver Whitecaps    | 34 | 12 | 7  | 15 | 40 | 57 | −17 | 43 |                                          |
| 18.   | Colorado Rapids        | 34 | 11 | 10 | 13 | 46 | 57 | −11 | 43 |                                          |
| 19.   | Charlotte              | 34 | 13 | 3  | 18 | 44 | 52 | −8  | 42 |                                          |
| 20.   | New England Revolution | 34 | 10 | 12 | 12 | 47 | 50 | −3  | 42 |                                          |
| 21.   | Seattle Sounders       | 34 | 12 | 5  | 17 | 47 | 46 | +1  | 41 |                                          |
| 22.   | Sporting Kansas City   | 34 | 11 | 7  | 16 | 42 | 54 | −12 | 40 |                                          |
| 23.   | Atlanta United         | 34 | 10 | 10 | 14 | 48 | 54 | −6  | 40 |                                          |
| 24.   | Chicago Fire           | 34 | 10 | 9  | 15 | 39 | 48 | −9  | 39 |                                          |
| 25.   | Houston Dynamo         | 34 | 10 | 6  | 18 | 43 | 56 | −13 | 36 |                                          |
| 26.   | San Jose Earthquakes   | 34 | 8  | 11 | 15 | 52 | 69 | −17 | 35 |                                          |
| 27.   | Toronto                | 34 | 9  | 7  | 18 | 49 | 66 | −17 | 34 |                                          |
| 28.   | DC United              | 34 | 7  | 6  | 21 | 36 | 71 | −35 | 27 |                                          |

## MLS-kupa

### Nyolcaddöntők
A Los Angeles és a Philadelphia Union egyenes ágon tovább jutott a negyeddöntőbe.
| 2022. október 15. 18:00 |

| New York Red Bulls | 1–2 | Cincinnati                        |
| ------------------ | --- | --------------------------------- |
| Morgan 48'         |     | Acosta 74' (11-esből) Vazquez 86' |

|  |

| 2022. október 15. 21:00 |

| LA Galaxy  | 1–0 | Nashville |
| ---------- | --- | --------- |
| Araujo 60' |     |           |

|  |

| 2022. október 16. 21:00 |

| Austin                       | 2–2 (h. u.) | Real Salt Lake            |
| ---------------------------- | ----------- | ------------------------- |
| Driussi 31' 90+4' (11-esből) |             | Córdova 3' 15' (11-esből) |
| Büntetőpárbaj                |             |                           |
| Driussi Fagúndez Rigoni      | 3–1         | Silva Brody Ojeda Schmitt |

|  |

| 2022. október 17. 02:00 |

| Montréal                             | 2–0 | Orlando City |
| ------------------------------------ | --- | ------------ |
| Koné 68' Mihailovic 90+9' (11-esből) |     |              |

|  |

| 2022. október 18. 01:00 |

| New York City | – | Inter Miami |
| ------------- | - | ----------- |
|               |   |             |

|  |

| 2022. október 18. 03:30 |

| Dallas | – | Minnesota United |
| ------ | - | ---------------- |
|        |   |                  |

|  |

## Statisztika

### Góllövőlista
| # | Játékos           | Klub                 | Gólok |
| - | ----------------- | -------------------- | ----- |
| 1 | Hany Mukhtar      | Nashville            | 23    |
| 2 | Sebastián Driussi | Austin               | 22    |
| 2 | Gazdag Dániel     | Philadelphia Union   | 22    |
| 4 | Jesús Ferreira    | Dallas               | 18    |
| 4 | Brandon Vazquez   | Cincinnati           | 18    |
| 4 | Javier Hernández  | LA Galaxy            | 18    |
| 4 | Brenner           | Cincinnati           | 18    |
| 8 | Jeremy Ebobisse   | San Jose Earthquakes | 17    |
| 9 | Cristian Arango   | Los Angeles          | 16    |
| 9 | Gonzalo Higuaín   | Inter Miami          | 16    |
| 9 | Diego Rubio       | Colorado Rapids      | 16    |

### Gólpasszok
| # | Játékos            | Klub                   | Gólpassz |
| - | ------------------ | ---------------------- | -------- |
| 1 | Luciano Acosta     | Cincinnati             | 19       |
| 2 | Diego Fagúndez     | Austin                 | 15       |
| 2 | Kai Wagner         | Philadelphia Union     | 15       |
| 4 | Cristian Espinoza  | San Jose Earthquakes   | 14       |
| 4 | Carles Gil         | New England Revolution | 14       |
| 6 | Santiago Rodríguez | New York City          | 13       |
| 7 | Thiago Almada      | Atlanta United         | 12       |
| 7 | Lucas Zelarayán    | Columbus Crew          | 12       |
| 9 | Mauricio Pereyra   | Orlando City           | 11       |
| 9 | Nicolás Lodeiro    | Seattle Sounders       | 11       |
| 9 | Hany Mukhtar       | Nashville              | 11       |
| 9 | Xherdan Shaqiri    | Chicago Fire           | 11       |
| 9 | Carlos Vela        | Los Angeles            | 11       |
| 9 | Emanuel Reynoso    | Minnesota United       | 11       |

### Mesterhármast elérő játékosok
| Játékos                           | Csapat               | Ellenfél               | Végeredmény | Dátum                |
| --------------------------------- | -------------------- | ---------------------- | ----------- | -------------------- |
| Carlos Vela                       | Los Angeles          | Colorado Rapids        | 3–0 (h)     | 2022. február 26.    |
| Lewis Morgan                      | New York Red Bulls   | Toronto                | 4–1 (i)     | 2022. március 5.     |
| Jesús Ferreira                    | Dallas               | Portland Timbers       | 4–1 (h)     | 2022. március 19.    |
| Leonardo Campana                  | Inter Miami          | New England Revolution | 3–2 (h)     | 2022. április 9.     |
| Valentín Castellanos(4 gólt lőtt) | New York City        | Real Salt Lake         | 6–0 (h)     | 2022. április 17.    |
| Cristian Espinoza                 | San Jose Earthquakes | Seattle Sounders       | 4–3 (h)     | 2022. április 23.    |
| Ronaldo Cisneros                  | Atlanta United       | Chicago Fire           | 4–1 (h)     | 2022. május 7.       |
| Brenner                           | Cincinnati           | New York City          | 4–4 (h)     | 2022. június 29.     |
| Taxiárhisz Fúndasz                | DC United            | Orlando City           | 5–3 (i)     | 2022. július 4.      |
| Julián Carranza                   | Philadelphia Union   | DC United              | 7–0 (h)     | 2022. július 8.      |
| Gonzalo Higuaín                   | Inter Miami          | Cincinnati             | 4–4 (h)     | 2022. július 31.     |
| Gyasi Zardes                      | Colorado Rapids      | Minnesota United       | 4–3 (h)     | 2022. augusztus 6.   |
| Julián Carranza                   | Philadelphia Union   | DC United              | 6–0 (i)     | 2022. augusztus 20.  |
| Gazdag Dániel                     | Philadelphia Union   | Colorado Rapids        | 6–0 (h)     | 2022. augusztus 27.  |
| Hany Mukhtar                      | Nashville            | Colorado Rapids        | 4–1 (h)     | 2022. augusztus 31.  |
| Juanjo Purata                     | Atlanta United       | Toronto                | 4–2 (h)     | 2022. szeptember 10. |
| Brenner                           | Cincinnati           | San Jose Earthquakes   | 6–0 (h)     | 2022. szeptember 10. |
| Moussa Djitté                     | Austin               | Real Salt Lake         | 3–0 (h)     | 2022. szeptember 14. |
| Daniel Armando Ríos(4 gólt lőtt)  | Charlotte            | Philadelphia Union     | 4–0 (h)     | 2022. október 1.     |
| Brenner                           | Cincinnati           | DC United              | 5–2 (i)     | 2022. október 9.     |
| Gazdag Dániel                     | Philadelphia Union   | Toronto                | 4–0 (h)     | 2022. október 9.     |

- h = hazai pályán; i = idegenben